# Спомен-биста Стевана Мокрањца у Београду
Спомен-биста Стевана Мокрањца је споменик у Београду. Налази се  на Калемегдану у општини Стари град.

## Опште карактеристике
Спомен биста постављена је 1964. године, а рад је вајара Ристе Стијовића. Стеван Мокрањац (Неготин, 9. јануар 1856 — Скопље, 28. септембар 1914) је био српски композитор и музички педагог, класик српске музике, њена најистакнутија личност на прелазу из XIX у 20. век, заслужан за увођење српског националног духа у уметничку музику.